# La fine è nota (romanzo)
La fine è nota (titolo originale The End Is Known) è un romanzo poliziesco dello scrittore americano Geoffrey Holiday Hall, pubblicato nel 1949. Il romanzo - tradotto in Francia come L'homme de nulle part, ma con un finale modificato - vinse nel 1953 Le Grand prix de littérature policière per il migliore poliziesco in lingua non francese. Il titolo è tratto dal seguente passo della tragedia Giulio Cesare di Shakespeare: «Oh, se fosse dato all’uomo di conoscere la fine di questo giorno che incombe! Ma basta solo che il giorno trascorra e la sua fine è nota (O that a man might know The end of this dayes businesse, ere it come: But it sufficeth, that the day will end, And then the end is knowne)».
Dal romanzo è stato tratto il film del 1992 La fine è nota di Cristina Comencini, che ha però spostato l'azione nell'Italia degli ultimi decenni del XX secolo.
Nel 1989, Leonardo Sciascia scrisse una postfazione (pubblicata fin dalla prima edizione Sellerio 1990) in cui ricorda la storia della sua scoperta di questo romanzo, e del suo tentativo infruttuoso di apprendere qualche altra notizia sul misterioso autore.

## Trama
New York, anni Quaranta. Bayard Paulton, vice presidente del grande magazzino Noblington, rientrando nel suo lussuoso appartamento scopre che uno sconosciuto che lo stava attendendo a casa si è suicidato gettandosi dalla finestra, senza motivo apparente.

## Personaggi
- Roy Kearney, il morto
- Bayard Paulton, vice presidente del grande magazzino Noblington
- Margo Paulton, sua moglie
- Frank Wilson, tenente di polizia
- Jessie Dermond, detta Jessie la Matta
- Pincus Holtsinger, il più Grande Cervello del Mondo, giocatore di scacchi
- Helen Marr, giovane sposa di guerra
- Jim Marr, suo marito, caporale dell'esercito
- Richard Gerrard, maggiore dell'esercito
- Signora Gerrard, detta la Contessa, moglie di Richard

## Edizioni italiane
- La morte alla finestra, Collana Il Giallo Mondadori n.189, Milano, Arnoldo Mondadori Editore, 1952,  p. 93. - Collana I Capolavori dei Gialli n.257, Mondadori, 1964, pp.174.
- La fine è nota, traduzione di Simona Modica, con una nota di Leonardo Sciascia, Collana La memoria n.210, Palermo, Sellerio, 1990,  p. 251. - Collana La rosa dei venti n.10, Sellerio, 2009, pp.311; Collana Promemoria n.4, Sellerio, 2021, ISBN 978-88-389-4236-5.